# Rhizlane Siba
Rhizlane Siba (arabisch غزلان سيبا; * 29. Februar 1996 in Rabat) ist eine marokkanische Leichtathletin, die sich auf den Hochsprung spezialisiert hat.

## Sportliche Laufbahn
Erste internationale Erfahrungen sammelte Rhizlane Siba bei den Arabischen Meisterschaften 2011 in al-Ain, bei denen sie mit übersprungenen 1,76 m die Goldmedaille gewann, wie auch bei den anschließenden Panarabischen Spielen in Doha mit einer Höhe von ebenfalls 1,76 m. Im Jahr darauf gewann sie bei den Afrikameisterschaften in Porto-Novo mit 1,75 m die Bronzemedaille hinter Lissa Labiche von den Seychellen und der Südafrikanerin Anika Smit.  2013 siegte sie mit 1,80 m bei den Jugendafrikameisterschaften in Warri im Hochsprung und gewann mit der marokkanischen Sprintstaffel (1000 Meter) in 2:23,83 min die Bronzemedaille. Daraufhin verteidigte sie bei den Arabischen Meisterschaften in Doha mit 1,76 m ihren Titel und gewann bei den Jugendweltmeisterschaften in Donezk mit 1,79 m die Bronzemedaille. Anschließend siegte sie auch bei den Juniorenafrikameisterschaften in Réduit mit übersprungenen 1,75 m. 2014 schied sie bei den Juniorenweltmeisterschaften in Eugene mit 1,79 m in der Qualifikation aus, siegte aber darauf mit 1,80 m bei den Afrikameisterschaften in Marrakesch und wurde Siebte beim Leichtathletik-Continentalcup ebendort mit 1,79 m.
2015 gewann sie bei den Juniorenafrikameisterschaften in Addis Abeba mit 1,75 m die Bronzemedaille und musste sich anschließend bei den Arabischen Meisterschaften in Manama mit 1,75 m der Ägypterin Basant Hassan geschlagen geben. Im Jahr darauf nahm sie erneut an den Afrikameisterschaften in Durban teil und wurde dort mit einer Höhe von 1,73 m Sechste. Zwei Jahre später erreichte sie bei den Afrikameisterschaften in Asaba mit 1,75 m Rang fünf. 2019 nahm sie zum ersten Mal an den Afrikaspielen in Rabat teil und gewann dort mit übersprungenen 1,81 m die Silbermedaille hinter der Ghanaerin Rose Yeboah. 2021 steigerte sie den Landesrekord auf 1,86 m und siegte im Juni mit 1,84 m bei den Arabischen Meisterschaften in Radès. Im Jahr darauf gelangte sie dann bei den Afrikameisterschaften in Port Louis mit 1,76 m auf Rang vier und wurde anschließend bei den Mittelmeerspielen in Oran mit 1,84 m Fünfte. Im August erreichte sie bei den Islamic Solidarity Games in Konya mit 1,82 m den fünften Platz. 2023 siegte sie mit 1,78 m bei den Arabischen Meisterschaften in Marrakesch und kurz darauf gewann sie bei den Panarabischen Spielen in Algier mit 1,75 m die Silbermedaille hinter der Algerierin Darina Hadil Rezik.
In den Jahren 2013 und 2014 sowie von 2021 bis 2023 wurde Siba marokkanische Meisterin im Hochsprung.

## Persönliche Bestleistungen
- Hochsprung: 1,86 m, 2. Juni 2021 in Rabat (marokkanischer Rekord)
  - Hochsprung (Halle): 1,82 m, 6. Januar 2018 in Manhattan (marokkanischer Rekord)